# Upper-Gbei
Upper-Gbei är en klan i Liberia.   Den ligger i regionen Nimba County, i den nordöstra delen av landet, 280 km öster om huvudstaden Monrovia.